# Рада міністрів Республіки Білорусь
Рада Міністрів Республіки Білорусь — вищий орган виконавчої влади Білорусі, що здійснює керівництво системою підпорядкованих йому республіканських органів державного управління та інших державних організацій, а також місцевих виконавчих і розпорядчих органів у Білорусі.

## Діяльність
Рада Міністрів Білорусі у своїй діяльності є підзвітною Президенту Республіки Білорусь та відповідальний перед Національними зборами. Рада Міністрів відповідає за роботу державних органів, серед яких:
- державні адміністративні органи
- міністерства
- державні комітети
- концерни
- організації, підпорядковані уряду

## Голова уряду
Главою Ради Міністрів є Прем'єр-міністр, який призначається Президентом Республіки Білорусь за згоди нижньої палати Парламенту Республіки Білорусь. Заступниками прем'єр-міністра є перший віце-прем'єр-міністр та віце-прем'єр-міністри.
- Прем'єр-міністр — Михайло М'ясникович (англ. Mikhail Myasnikovich).
- Перший віце-прем'єр-міністр — Семашко Володимир Ілліч (англ. Vladimir Semashko).
- Віце-прем'єр-міністр — Калінін Анатолій Миколайович (англ. Anatoliy Kalinin).
- Віце-прем'єр-міністр — Прокопович Петро Петрович (англ. Petr Prokopovich).
- Віце-прем'єр-міністр — Русий Михайло Іванович (англ. Mikhail Rusyy).
- Віце-прем'єр-міністр — Тозік Анатолій Афанасійович (англ. Anatoliy Tozik).

## Кабінет міністрів
До Ради Міністрів Білорусі входять:
- Прем'єр-міністр;
- Заступники прем'єр-міністра;
- Глава Адміністрації президента;
- Голова правління Національного банку Республіки Білорусь;
- міністри;
- голови державних комітетів;
- керівник апарату Ради Міністрів;
- голова президії Національної академії наук Білорусі;
- голова правління Білоруського республіканського союзу споживчих товариств;
- інші посадові особи за рішенням Президента.

Склад чинного уряду подано станом на 12 липня 2013 року.
| Логотип | Міністерство                                         | Міністр                                               | Фото | Час на посаді | Час на посаді | Партія | Партія | Вебсайт |
| ------- | ---------------------------------------------------- | ----------------------------------------------------- | ---- | ------------- | ------------- | ------ | ------ | ------- |
|         | Міністерство архітектури і будівництва               | Нічкасов Анатолій Іванович (Anatoliy Nichkasov)       |      |               |               |        |        |         |
|         | Міністерство внутрішніх справ                        | Караєв Юрій Хаджимуратович                            |      |               |               |        |        |         |
|         | Міністерство екології та природних ресурсів          | Цалко Володимир Григорович (Vladimir Tsalko)          |      |               |               |        |        |         |
|         | Міністерство економіки                               | Снопков Микола Геннадійович (Nikolay Snopkov)         |      |               |               |        |        |         |
|         | Міністерство енергетики                              | Озерець Олександр Володимирович (Aleksandr Ozerets)   |      |               |               |        |        |         |
|         | Міністерство житлово-комунального господарства       | Шорець Андрій Вікторович (Andrey Shorets)             |      |               |               |        |        |         |
|         | Міністерство з надзвичайних ситуацій                 | Ващенко Володимир Олександрович (Vladimir Vashchenko) |      |               |               |        |        |         |
|         | Міністерство зв'язку та інформаційних технологій     | Пантелей Микола Петрович (Nikolay Panteley)           |      |               |               |        |        |         |
|         | Міністерство закордонних справ                       | Макей Володимир Володимирович (Vladimir Makey)        |      |               |               |        |        |         |
|         | Міністерство інформації                              | Пролесковський Олег Вітольдович (Oleg Proleskovskiy)  |      |               |               |        |        |         |
|         | Міністерство культури                                | Борис Свєтлов (Borys Svetlov)                         |      |               |               |        |        |         |
|         | Міністерство лісового господарства                   | Амельянович Михайло Михайлович (Mikhail Amelyanovich) |      |               |               |        |        |         |
|         | Міністерство оборони                                 | Жадобін Юрій Вікторович (Yuriy Zhadobin)              |      |               |               |        |        |         |
|         | Міністерство освіти                                  | Маскевич Сергій Олександрович (Sergey Maskevich)      |      |               |               |        |        |         |
|         | Міністерство охорони здоров'я                        | Жарко Василь Іванович (Vasiliy Zharko)                |      |               |               |        |        |         |
|         | Міністерство податків і зборів                       | Полуян Володимир Миколайович (Vladimir Poluyan)       |      |               |               |        |        |         |
|         | Міністерство праці та соціального забезпечення       | Щоткіна Маріанна Акіндінівна (Marianna Shchetkina)    |      |               |               |        |        |         |
|         | Міністерство промисловості                           | Катеринич Дмитро Степанович (Dmitriy Katerinich)      |      |               |               |        |        |         |
|         | Міністерство спорту й туризму                        | Олександр Шамко (Aleksandr Shamko)                    |      |               |               |        |        |         |
|         | Міністерство сільського господарства і продовольства | Леонід Заяць (Leonid Zayats)                          |      |               |               |        |        |         |
|         | Міністерство торгівлі                                | Чеканов Валентин Сергійович (Valentin Chekanov)       |      |               |               |        |        |         |
|         | Міністерство транспорту і зв'язку                    | Анатолій Сівак (Anatol Sivak)                         |      |               |               |        |        |         |
|         | Міністерство фінансів                                | Харковець Андрій Михайлович (Andrey Kharkovets)       |      |               |               |        |        |         |
|         | Міністерство юстиції                                 | Сліжевський Олег Леонідович (Oleg Slizhevskiy)        |      |               |               |        |        |         |

| Комітет або посада                                                        | Керівник                           |
| ------------------------------------------------------------------------- | ---------------------------------- |
| Комітет державної безпеки Республіки Білорусь                             | Зайцев Вадим Юрійович              |
| Державний військово-промисловий комітет Республіки Білорусь               | Гурулєв Сергій Петрович            |
| Державний комітет з майна Республіки Білорусь                             | Кузнецов Георгій Іванович          |
| Державний комітет з науки й технологій Республіки Білорусь                | Войтов Ігор Віталійович            |
| Державний комітет зі стандартизації Республіки Білорусь                   | Корешков Валерій Миколайович       |
| Державний прикордонний комітет Республіки Білорусь                        | Рачковський Ігор Анатолійович      |
| Державний митний комітет Республіки Білорусь                              | Шпилєвський Олександр Францович    |
| Комітет державного контролю Республіки Білорусь                           | Якобсон Олександр Серафимович      |
| Глава Адміністрації Президента Республіки Білорусь                        | Кобяков Андрій Володимирович       |
| Голова правління Національного банку Республіки Білорусь                  | Єрмакова Надія Андріївна           |
| Керівник апарату Ради Міністрів                                           | Мартинецький Костянтин Олексійович |
| Голова президії Національної академії наук Білорусі                       | Русецький Анатолій Максимович      |
| Голова правління Білоруського республіканського союзу споживчих товариств | Сидько Сергій Дмитрович            |

### Зміни (2011 рік)
- 30 червня 2011. Міністр житлово-комунального господарства: Бєлохвостов Володимир Максимович → Шорець Андрій Вікторович[5].
- 27 липня 2011. Голова правління Нацбанку: Прокопович Петро Петрович → Єрмакова Надія Андріївна[6] (за станом здоров'я).
- 4 жовтня 2011. Міністр юстиції: Голованов Віктор Григорович → Білейчик Олександр Володимирович (в.о.)[7] (за інформацією газети Наша Ніва, Голованова було усунуто за звинуваченням в корупції[8])

### Державні організації
Державні організації, підпорядковані Раді Міністрів Білорусі:
- Білоруський державний концерн харчової промисловості «Белдержхарчопром» (концерн «Белдержхарчопром»);
- Білоруський державний концерн з нафти й хімії;
- Білоруський державний концерн з виробництва та реалізації товарів легкої промисловості[10];
- Білоруський державний концерн з виробництва та реалізації фармацевтичної та мікробіологічної продукції[11];
- Білоруський виробничо-торговий концерн лісової, деревообробної та целюлозно-паперової промисловості;
- Білоруський республіканський союз споживчих товариств;
- Республіканський центр з оздоровлення і санаторно-курортного лікування населення;
- Уповноважений у справах релігій та національностей.